# 車折神社站
車折神社站（日语：／ Kurumazaki-jinja eki */?）是位於京都府京都市右京區嵯峨中又町，屬於京福電氣鐵道嵐山本線的鐵路車站。車站編號為A10。

## 歷史
- 1910年（明治43年）3月25日 - 嵐山電車軌道的車折神社裏站（くるまざきじんじゃうらえき）開業[1][2]。
- 1918年（大正7年）4月2日 - 由於公司合併，改由京都電燈經營[2]。
- 1922年（大正11年）6月30日 - 改稱為車折站（くるまざきえき）[1]。
- 1942年（昭和17年）3月2日 - 由於路線繼承，成為京福電氣鐵道的車站[2]。
- 2007年（平成19年）3月19日 - 改稱為車折神社站[1][2]。

## 車站構造
本站為相對式月台2面2線的地面車站。因本站附近為車折神社，因此站內的柵欄與柱子皆漆成朱紅色。出入口有3個，一個位於往嵐山方向月台（南側），車折神社的鳥居側。另外兩個位於往四條大宮站方向的月台（北側）兩側。

## 車站周邊
- 車折神社
- 嵯峨美術大學
- 京都西郵局

## 相鄰車站
京福電氣鐵道
 嵐山本線
有栖川（A9）－車折神社（A10）－鹿王院（A11）

## 外部連結
- 車折神社站 （页面存档备份，存于） - 京福電氣鐵道